# 热拉尔·莫尔捷

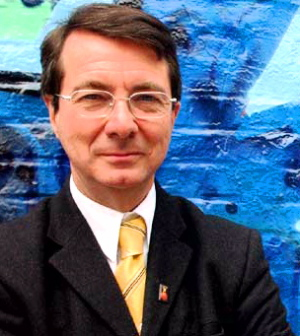
热拉尔·莫尔捷

莫尔捷男爵热拉尔·阿尔方斯·奥古斯特（Gerard Alfons August, Baron Mortier，1943年11月25日—2014年3月8日），通称热拉尔·莫尔捷（Gerard Mortier，法語發音：[ʒeʁaʁ mɔʁtje]），是一名比利时歌剧导演和经理。曾任纽约城市歌剧院经理。
2014年3月8日，热拉尔·莫尔捷死于胰腺癌，享年70岁。